# Флаг Шотландии
Флаг Шотландии (англ. Flag of Scotland, гэльск. Bratach na h-Alba, скотс Banner o Scotland) — официальный и государственно-исторический символ Шотландии, национальный флаг шотландского народа. Представляет собой синее прямоугольное полотнище с белым косым (Андреевским) крестом. В некоторых источниках шотландский флаг именуется Андреевским крестом (англ. Saint Andrew's Cross). В отличие от королевского штандарта, флаг с косым крестом доступен для всеобщего использования. Флаг используется ведомствами Шотландского правительства в качестве одного из главных официальных символов страны. В дневное время флаг вывешивается на всех зданиях правительства Шотландии.
Белый крест на синем фоне является одним из наиболее узнаваемых символов Шотландии.
Увековечиванию памяти и традиции национального флага посвящен одноименный «Центр памяти флага», расположенный в местечке Ателстанфорд в Восточном Лотиане.

## История
Согласно легенде, христианский апостол и мученик Андрей Первозванный, покровитель Шотландии, был распят на косом кресте. Первые иконы с изображением сцены распятия, вероятно, появились в период правления Вильгельма I. В конце XIII века изображение креста появилось на шотландских печатях, в частности, в 1286 году оно присутствовало на печати шотландских гвардейцев. В конце XIV века распространение получило изображение распятия без тела самого Андрея Первозванного, и этот символ (белый косой крест) получил в шотландской геральдике название «салтир» (англ. Saltire) или crux decussata (в пер. с лат. «X-образный крест»). Ныне слово «салтир» используется в качестве альтернативного названия национального флага шотландцев. В 1385 году шотландский парламент постановил, что белый крест должен изображаться на броне всех воинов, как спереди, так и сзади. Первое упоминание об использовании салтира в качестве флага содержится в книге Vienna Book of Hours, изданной около 1503 года. При этом белый крест располагается не на синем, а на красном фоне. Появление синего фона датируется по крайней мере XV веком, и первая достоверная иллюстрация сине-белого флага присутствует в Реестре шотландских войск Дэвида Линдсея (ок. 1542).
Версия о сакральном происхождении символа восходит к летописцу Уолтеру Боуэру и историку Джорджу Бьюкенену. Они утверждали, что концепция флага связана с битвой IX века, в которой король Ангус II возглавлял объединённое войско пиктов и скоттов, сражавшихся против англов и короля Этельстана. Тогда в синем небе возник чудотворный белый крест, который войска Ангуса восприняли как предзнаменование победы.
До 2003 года используемый оттенок синего не был регламентирован. Традиционно считалось, что цвет символизирует небо, на фоне которого в 832 году король пиктов Энгус перед битвой с англами увидел знамение из белых облаков в виде X-образного креста (на таком кресте, по преданию, был распят Андрей Первозванный, считающийся покровителем Шотландии). Однако адмиралтейство использовало более тёмные оттенки синего для «Юнион Джека» (синий цвет на флаге Великобритании взят от флага Шотландии) из-за их долговечности, так как натуральные красители в XVIII веке имели свойство быстро выцветать. Последнее обстоятельство привело к распространению и более тёмных версий флага Шотландии.
18 января 2003 года Парламент Шотландии принял решение о стандартизации оттенка синего и рекомендовал соответствие цвету 300 в цветовой модели Пантон.
| Система | Белый   | Синий   |
| ------- | ------- | ------- |
| RGB     | #FFFFFF | #005EB8 |

## Похожие флаги
- Флаг острова Тенерифе[15]
- Флаг Новой Шотландии[16]
- Андреевский флаг[17]
- Флаг Эдинбургского университета
- Флаг якобитов клана Стюартов из Аппина